# Hélinand von Froidmont
Hélinand von Froidmont (* um 1160 in Flandern; † um 1230) war ein Zisterzienser, Troubadour und Dichter.

## Leben
Hélinand wurde um 1160 in Flandern geboren. Er studierte in Beauvais unter Magister Raoul, einem Schüler Abaelards. Er galt als einer der berühmtesten Troubadoure seiner Zeit. 1182 trat er in die Abtei von Froidmont ein, die 1129 in der Nähe von Beauvais von Bernhard von Clairvaux gegründet worden war. Seine Bekehrung verursachte zwar einen einschneidenden Bruch mit dem „alten Mann“, doch pflegte er auch als Mönch die Dicht- und Schreibkunst, ist sie doch im geistlichen Stand bestens vertreten.

## Werke
Die Grunderfahrung, die zu seiner Bekehrung geführt hatte, brachte er in einem langen moralischen Gedicht in altfranzösischer Sprache zum Ausdruck, den Vers de la Mort (Versen über den Tod). Es besteht aus 50 Strophen zu je zwölf achtsilbigen Zeilen, wurde sehr berühmt und hatte einen nachhaltigen Einfluss auf die Literatur des Mittelalters.
Seine übrigen Werke hat Hélinand lateinisch geschrieben. Am umfangreichsten, aber für die Spiritualität unergiebigsten ist sein Chronicon, eine Weltchronik in 49 Büchern, die die Zeitspanne vom Jahr 634 bis 1204 behandelt. Als Prior in Froidmont hat er viel gepredigt; 28 seiner Predigten sind schriftlich überliefert. Sie sind mit dem Wissen seiner Zeit durchdrungen; er zitiert die Bibel und die Kirchenväter, vor allem Hieronymus, Augustinus und Gregor, dessen Moralia in Job er besonders schätzt. Voll Bewunderung zitiert er auch oft „unseren Bernhard“ (von Clairvaux), den er neben Augustinus stellt. Das Wort des Predigers soll nach Hélinand das Herz des Menschen nicht nur rühren, sondern durchbohren, denn „wie sich die heilige Eucharistie des heilbringenden und überzeugenden Wortes nur auf dem Altar eines reinen Herzens darbringen lässt, so kann man ihr auch nur mit einer anmutsvollen Zunge (per linguam eucharim) dienen.“ Sein Stil wirkt anziehend; er lässt sich auf Wortspiele und Zwischentöne ein.
Charakteristisch für Hélinand ist seine Anführung vieler heidnischer Autoren: Seneca, Horaz, Plautus, Juvenal und Ovid kommen öfter vor. Er erzählt fromme und profane Geschichten aus der Mythologie, der Weltgeschichte, den Akten der Märtyrer und aus seinen eigenen Erinnerungen.
In seiner Sprache blieb er der Troubadour und Poet; diese Rollen treten nach seinem Ordenseintritt nicht zurück, sie vertiefen sich sogar.
Aus Hélinands Äußerungen spricht eine tiefe Liebe zu Jesus, seinem „allermenschlichsten Herrn“ (Dominus humanissimus) und zu Christus, der von Liebe übervoll ist (Christus piissimus). Typisch zisterziensisch ist auch seine Liebe zur Bibel. In seiner Marienfrömmigkeit übersetzt Hélinand das Ideal höfischer Minne ganz auf das geistliche Gebiet. Ein ausdrucksstarkes Beispiel für seine Huldigung an „unsere Herrin“ findet sich in seiner ersten Weihnachtspredigt.
Hélinand hatte auch einen tiefen Sinn für die Liturgie. Er beschreibt liturgische Worte und Gesten bis in ihre Einzelheiten. Für ihn gilt die Liturgie als theologische Quelle, auch für Predigten. Seine Ansprachen „lassen das kirchliche Offizium insofern lebendig werden, als sie deutliche Anklänge nicht nur an textliche und klangliche, sondern auch an die performativ-rituelle Seite der katholischen Liturgie enthalten.“ Sein Sinn für Sakralbauten blieb aber streng zisterziensisch und daher ablehnend gegenüber kostspieligen oder überflüssigen Gebäuden.

## Spiritualität
Außer seinen Predigten haben wir von Hélinand noch einige Abhandlungen. Besonders lesenswert ist sein Brief an Walter, einen ehemaligen Novizen des Ordens, De reparatione lapsi (über die Aussöhnung eines Gefallenen). Froidmont beschreibt in diesem Brief sehr anschaulich die großen Gefahren der Welt und verteidigt mit Begeisterung die Strenge des Zisterzienserordens.
Hélinand verbrachte einige Zeit in Toulouse, wo er sicher den Bischof Folquet getroffen hat, der ebenfalls ein berühmter Troubadour gewesen, dann Abt von Thoronet und schließlich Bischof von Toulouse geworden war. Zur Eröffnung der Universität Toulouse im Jahre 1229 hielt Hélinand in der St.-Jakobus-Kirche zwei Predigten. Er gilt als Vertreter der klassischen zisterziensischen Spiritualität.